# Centro de Interpretación de la Memoria y la Tragedia de Armero
El Centro de Interpretación de la Memoria y la Tragedia de Armero (CIMTA), ubicado en el Camposanto de Armero, recuerda el desastre ocurrido en esta población, tras la erupción del volcán Nevado del Ruiz en 1985.
Es el único Centro de Interpretación de la Memoria de una catástrofe natural del mundo ubicado en el lugar donde ocurrió el desastre. Está constituido por una serie de referentes de memoria, en forma de vallas, que presentan tanto a los personajes de la pequeña ciudad como a los sitios más representativos de esta -como el Teatro Bolívar, el Parque infantil, el Club Campestre, o la iglesia, entre otros-. Estas vallas están instaladas en el punto exacto donde quedaban estos lugares. Ahora el armerita, el visitante o el turista se pueden ubicar espacialmente en el antiguo Armero para comprender e interpretar como fue la llamada Ciudad Blanca de Colombia. De esta manera se contribuye al duelo de damnficados y sobrevivientes y se genera un nuevo turismo cultural.
Por otro lado, en una labor de prevención de desastres, presenta de forma muy didáctica cómo es un volcán por dentro, cómo fue la tragedia y qué es necesario hacer en caso de que haga erupción, entre otros conceptos educativos y pedagógicos.
Por allí pasará la Ruta Turística Cultural de la Memoria, y este será el principal aporte de Armero - Guayabal a tal iniciativa. Nuevo destino turístico que junto con el CIMTA se espera que genere desarrollo social y económico a una zona deprimida tras la última erupción del Ruiz.
El Centro de Interpretación de la Memoria y la Tragedia de Armero (también conocido como CIMTA) es desarrollado por la Fundación Armando Armero, que dirige Francisco González, con el apoyo de la AECI, Valtec, la Casa América Catalunya y el ayuntamiento de Olot (España), entre otros organismos colombianos, internacionales y empresas privadas.